# Nokia N91 8GB
Il Nokia N91 è uno dei modelli appartenenti alla gamma N-Series, è molto simile al gemello precedente, con qualche lieve modifica, ad esempio questo riesce a sopportare il doppio della memoria rispetto al precedente